# Округ Рокингхам (Северна Каролина)
Рокингхам (енгл. Rockingham County) је округ у америчкој савезној држави Северна Каролина.

## Демографија
По попису из 2010. године број становника је 93.643, што је 1.715 (1,9%) становника више него 2000. године.
| Група             | 2000.          | 2010.          |
| Белци             | 70.023 (76,2%) | 68.744 (73,4%) |
| Афроамериканци    | 17.987 (19,6%) | 17.655 (18,9%) |
| Азијати           | 254 (0,3%)     | 430 (0,5%)     |
| Хиспаноамериканци | 2.825 (3,1%)   | 5.159 (5,5%)   |
| Укупно            | 91.928         | 93.643         |